# Graptoppia arenaria
Graptoppia arenaria är en kvalsterart som beskrevs av Ohkubo 1993. Graptoppia arenaria ingår i släktet Graptoppia och familjen Oppiidae. Inga underarter finns listade i Catalogue of Life.